# Peer2Me
Peer2Me était un service Internet permettant de créer des tunnels réseaux privés entre utilisateurs connectés afin de sécuriser et améliorer tous leurs trafics Internet; l'objectif étant de les rendre plus proches entre eux sur Internet. Il inclut plusieurs fonctionnalités, notamment l'accès à distance aux fichiers personnels de ses amis d'ordinateur à ordinateur ou encore l'amélioration des transferts de fichiers sur les principaux logiciels de messagerie instantanée. 
Il est destiné au grand public, gratuit et disponible en français.
À l'instar d'un logiciel (GigaTribe, Weezo), Peer2Me est un système informatique qui permet à toutes les applications fonctionnant en réseau utilisées par l'internaute (messagerie instantanée par exemple) de profiter d'une plus grande sécurité (chiffrement, authentification) et d'une plus grande facilité d'interconnexions (émulation d'un réseau LAN) avec ses contacts privés.
Peer2Me n'est plus en service depuis le 31 mars 2012.